# Памятник самолёту Ли-2 (Байконур)
Па́мятник самолёту Ли-2 — одна из достопримечательностей города Байконура.
Самолёт Ли-2 установлен на постамент размещённый на обширной площадке на пересечении улиц Янгеля и Сейфуллина (северная окраина города), в так называемом сквере самолёта Ли-2.
Памятник посвящён самолёту Ли-2 — ветерану труженику космодрома, основной "рабочей лошадке" транспортной авиации Минобороны СССР в 1950-х — 1960-х годах, в период строительства и становления Байконура.

## История
Производство самолёта Ли-2 было начато в 1942 году в Ташкенте. Самолёт широко применялся как транспортный, десантный самолёт и бомбардировщик в годы Великой Отечественной войны. После войны самолёты этого типа продолжали пассажирские и грузовые перевозки на местных авиалиниях СССР. Они получили широкое применение в «Аэрофлоте» и в военной авиации.
Решающую роль сыграл Ли-2 и в организации сообщений с Байконуром. На таких бортах на полигон прибывали первые космонавты, учёные, командированные специалисты.
Когда в 1956 году на полигоне № 5 велась подготовка к испытаниям первой межконтинентальной баллистической ракеты Р-7, на полигоне и вблизи него были развёрнуты наземные измерительные пункты, предназначенные для контроля за поведением ракеты на активном участке полёта. Чтобы перед пуском ракеты проверить работоспособность этих комплексов, было решено использовать самолетные измерительные пункты (СИП).
Первый СИП был смонтирован на базе Ли-2, для чего машину оснастили радиотехническим оборудованием ракеты Р-7.
Во время испытаний, пилотируемый лётчиком Н. Хлыниным самолёт Ли-2 барражировал в намеченных зонах на высоте 3000 метров, а наземные радиолокационные и телеметрические станции тестировали по нему свою аппаратуру. Таким образом удалось сымитировать значительную часть активного участка полёта ракеты. Вскоре к программе подключили самолёт Ил-28, который можно было использовать на бо́льших по сравнению с Ли-2 высотах.
В дальнейшем, когда начались запуски первых космических аппаратов, были оборудованы четыре специальных самолёта Ли-2СИП с другим бортовым комплексом. Предназначались они для приёма информации от спутников, пролетавших над районами, где нет стационарных измерительных средств.
Официально производство Ли-2 было прекращено в 1953 году, однако отдельные самолёты этого типа продолжали эксплуатировать до конца 1970-х годов.
Один из таких самолётов, с бортовым номером CCCP-26959, после списания был оставлен на Байконуре и в начале 1980-х годов установлен во внутреннем дворе Дворца пионеров, где стоял на земле, и доступ в него был свободным.
Мероприятия по поддержанию исправного состояния авиапамятника не проводились, и в 2005 году, сильно попорченный временем и наглухо заколоченный самолёт, был перенесён на специально подготовленный для него постамент, размещённый на площадке в конце улицы Янгеля, на северной окраине города.

Фотографии памятника с разных сторон
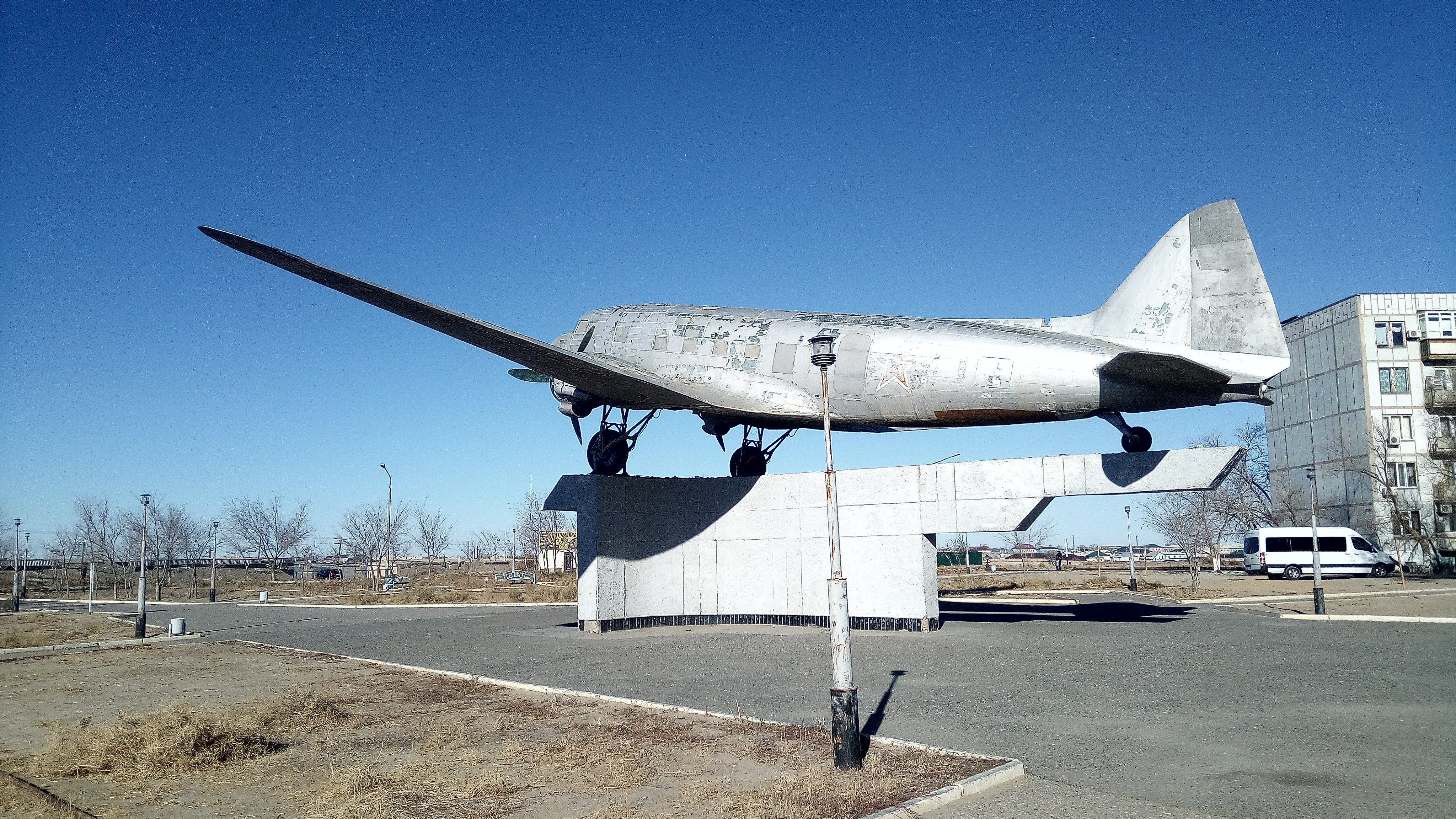
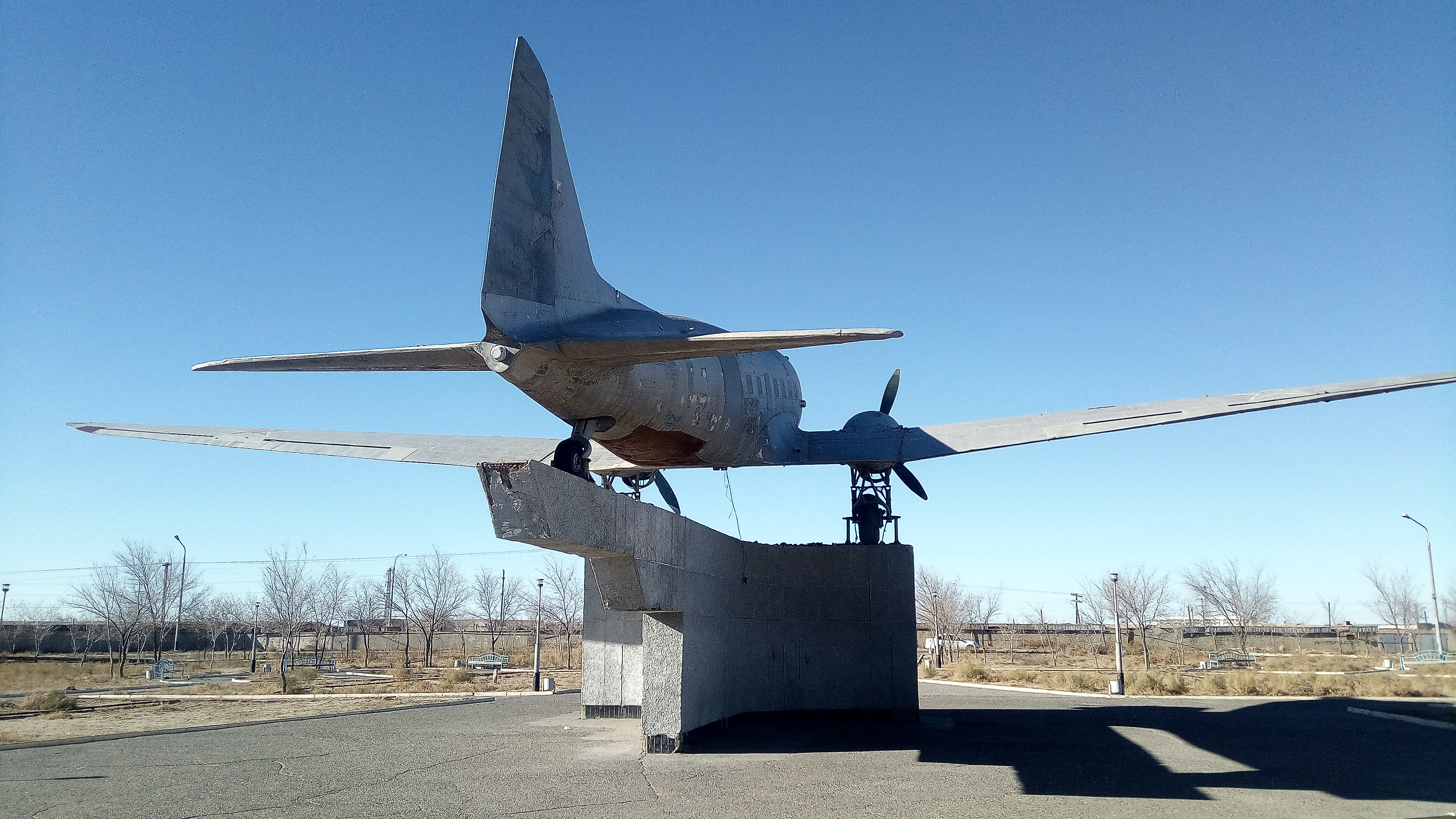
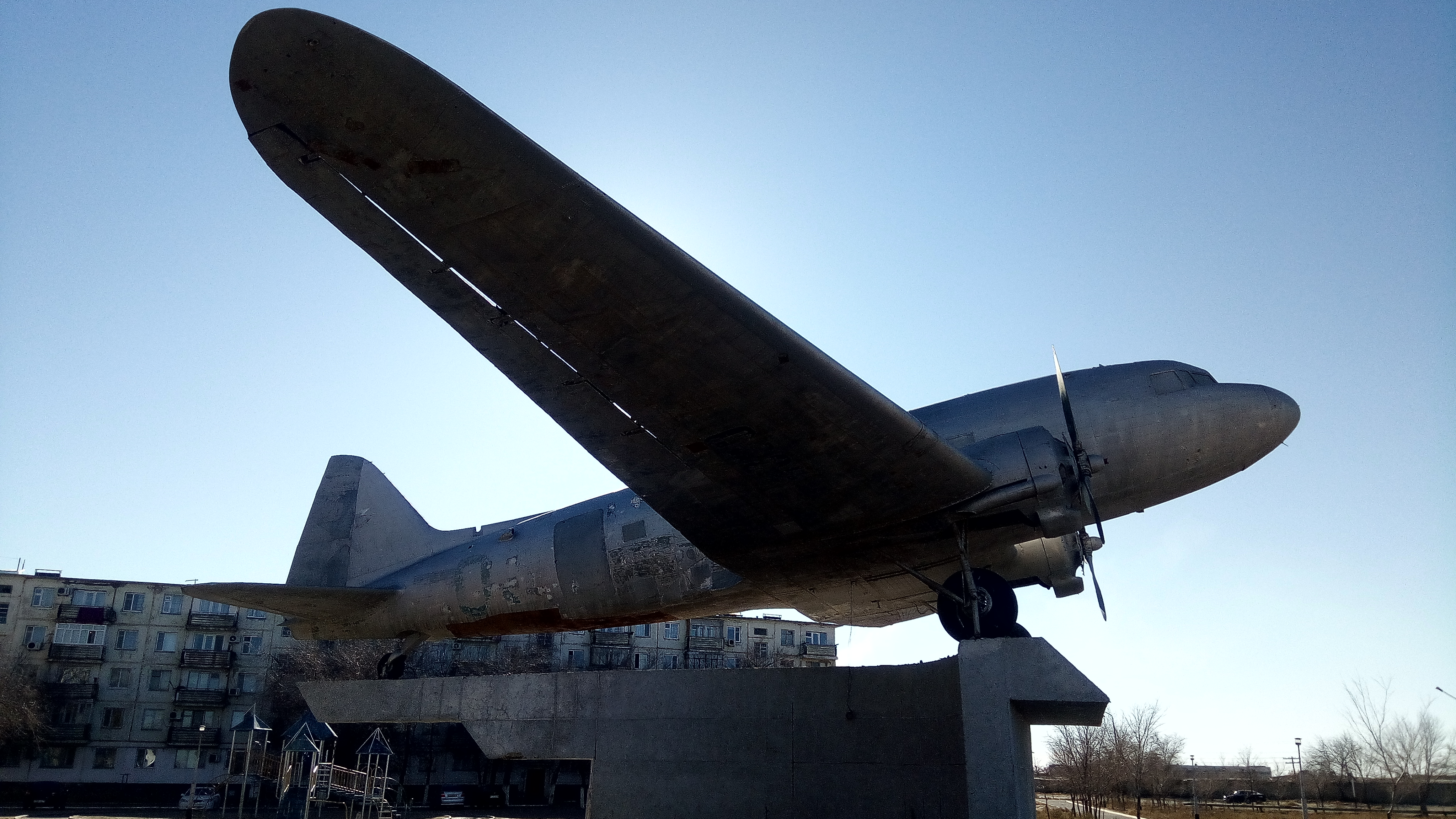